# Kruikenmoeder

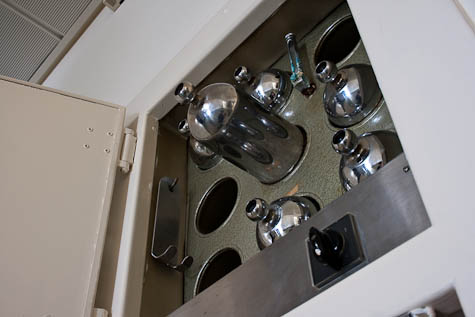
Kruikenmoeder voor negen kruiken

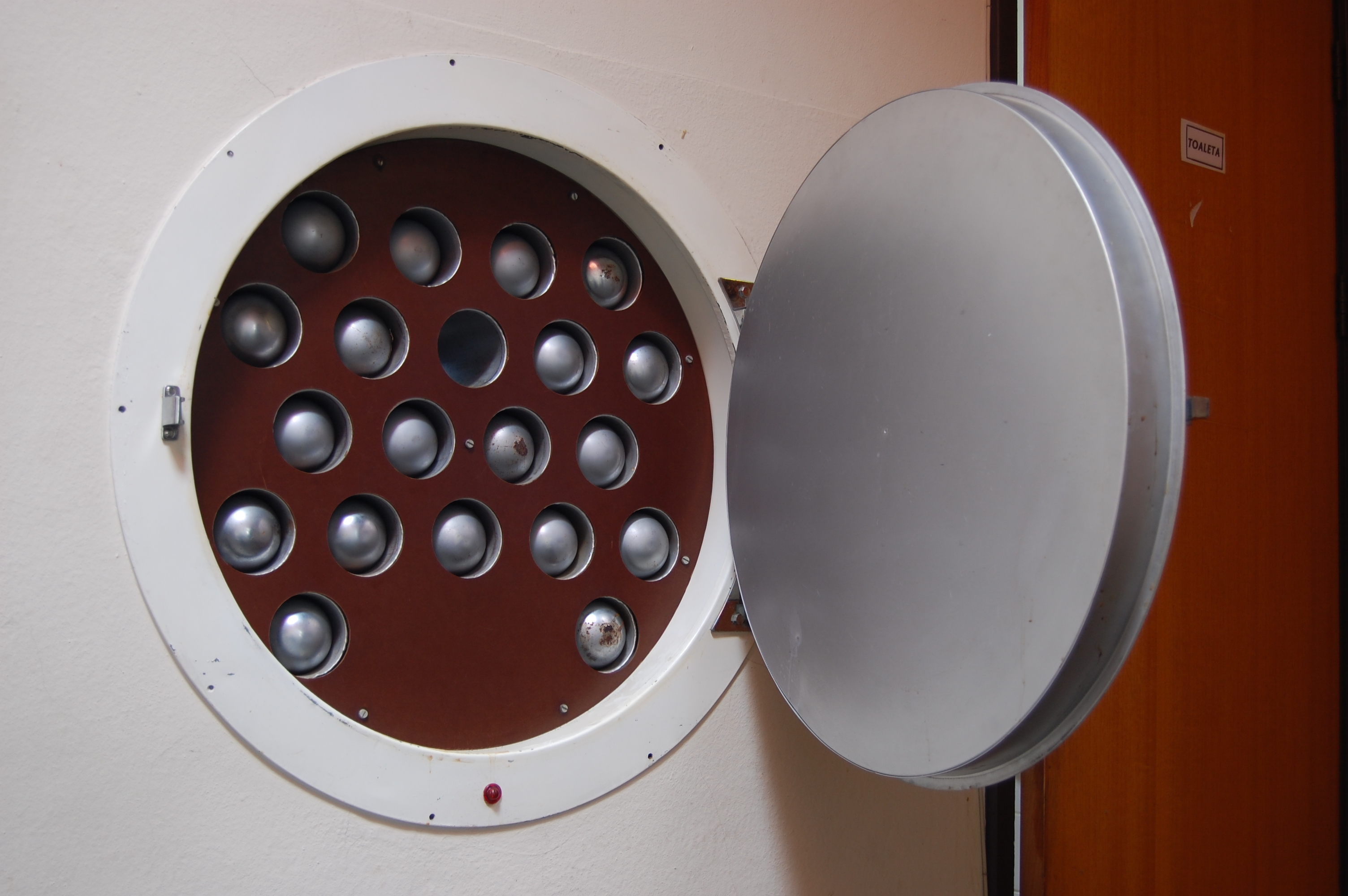
Kruikenmoeder in een verlaten klooster in Nijmegen

Een kruikenmoeder is een warmkast waarin speciaal voor deze kast ontworpen bedkruiken kunnen worden opgewarmd. De eerste kast dateert uit 1926 naar een ontwerp van Hendrik Reinier van den Brink, Hoofd Technische Dienst van het toenmalig Academisch Ziekenhuis, het huidige Universitair Medisch Centrum Groningen. 
Op 14 november 1925, was er een vergadering in het toenmalig Academisch Ziekenhuis Groningen van de Geneeskundige Vereniging tot bevordering van het Ziekenhuiswezen. Tijdens deze vergadering demonstreerde Van den Brink zijn kruikenmoeder voor het eerst.
Destijds werd  het ziekenhuisgebouw verwarmd door stoomleidingen die door het gebouw het warmtetransport verzorgden. Om de warmte in de retourleidingen niet verloren te laten gaan koppelde Van den Brink speciale warmwaterketels aan deze leidingen waarin hij dichtgelaste, met een natriumacetaat gevulde kruiken plaatste. Een dergelijke warmhoudkast bood plaats aan zes of meer kruiken. 
Het gebruik van dichtgelaste kruiken verloste het verplegend personeel van het gevaarlijke vullen met heet water van de toenmalige metalen kruiken met schroefdop. Ook het niet denkbeeldige risico van lekken was verleden tijd. Bovendien was er nu altijd een voorraad warme kruiken aanwezig. 
Diverse bedrijven namen zijn vinding -de kruikenmoeders en kruiken- in productie. Als ambtenaar kon de uitvinder onder eigen naam geen bedrijf uitoefenen; hij liet het op naam zetten van zijn vrouw: Johanna Frederica Dörr. De kruikenmoeder werd later in vele uitvoeringen met diverse warmtebronnen (stoom, gas, elektriciteit) aangeboden. Sommigen werden gecombineerd met een warmhoudplaat erboven.
Tijdens de Tweede Wereldoorlog werd de productie bemoeilijkt, zo niet gestagneerd. Fabrieken moesten sluiten of oorlogsmateriaal produceren. Ook werd het verzenden van de kruiken moeilijker want er was geen hout meer om degelijke transportkistjes te maken.
Na de oorlog kwam de productie weer op gang. In 2005 worden nog steeds kruikenmoeders geproduceerd. En ook in het UMCG worden ze nog gebruikt. 